# Леонард Вайлд
Леонард Вайлд (англ. Lew Wyld, 15 липня 1905 — 16 лютого 1974) — британський велогонщик.
Бронзовий призер Олімпійських Ігор 1928 року в командній гонці переслідування.